# ردب
الردب أو الرِتج أو الرَتج جمع (الرُتوج) (بالإنجليزية: Diverticulum) هو عبارة عن كيس أو جيب صغير، يتشكل في جدار الأعضاء الكبيرة مثل: المريء أو الأمعاء الدقيقة أو الأمعاء الغليظة (هذه الأماكن هي الأشهر لحدوث الرُتوج).
في الأمعاء الغليظة، يمكن للبراز أن يندفع إلى جيب أو كيس، مما يؤدي إلى تشكل انتفاخ على جدار القولون، هنالك حالة تعرف ب: داء الرتوج هذه الحالة ليست لديها أعراض. الحالة الأكثر خطورة هي التهاب الرتوج، حيث تصبح هذه الأكياس أو الجيوب ملتهبة، مما يسبب ألم شديد، ارتعاش ، وأحياناً حمى. الحالات الخفيفة بحاجة إلى الراحة في السرير والمضادات الحيوية. في الحالات الشديدة، يمكن لتمزق في جدار القولون عند رتج أن يسبب هذا التمزق التهاب الصفاق (التهاب البريتوان). لأن التمزق في جدار القولون قد يتطلب فغر القولون. إن رتج ميكل، وهو تشوه خلقي في الأمعاء الدقيقة، يسبب النزيف والالتهابات، وقد تتطلب الاستئصال الجراحي.

## الإمراضية والسببيات
- قلة الألياف في الوارد الغذائي يسبب إمساك يليه ارتفاع ضغط داخل لمعة الأمعاء ثم فتوق ضمن المخاطية في المناطق الضعيفة عبر الجدار
- رتوج الأمعاء الدقيقة حقيقية عادة لأنها تحوي كامل طبقات الجدار بينما رتوج الأمعاء الغليظة كاذبة عادة لأنها تحوي جزء من الطبقات فقط وتفتقد الطبقة العضلية غالباً.
- أشيع توضعات الرتوج في السين (القولون السيني) ونادرة الحدوث في المستقيم.

## المضاعفات المرضية
1. التهاب الرتج الحاد
2. التهاب الرتج المزمن
3. انثقاب الرتج
4. النزف
5. تضيقات القولون
6. تشكل النواسير

## معرض الوسائط
- ردوب المثانة كما تظهر في التصوير بالموجات فوق الصوتية والتصوير الدوبلري[5]
- ردوب المثانة كما تظهر في التصوير بالموجات فوق الصوتية[5]